# The Royal Horticultural Society
The Royal Horticultural Society, či RHS, (česky Královská zahradnická společnost) byla založena v roce 1804 v Londýně jako Londýnská zahradnická společnost (Horticultural Society of London). Svůj současný název obdržela v roce 1861 královským výnosem manžela britské královny Viktorie prince Alberta. RHS je charitativní organizace podporující zahradničení a zahradnictví ve Velké Británii a v Evropě. Činí tak prostřednictvím řady výstav a zahrad volně přístupných veřejnosti. V roce 2004 oslavila společnost dvousetleté výročí. RHS má také vlastní knihovnu Lindley Library a rozdává různá ocenění.

## Zahrady RHS
RHS má v Británii čtyři ukázkové zahrady, a sice ve Wisley v hrabství Surrey, v Rosemooru v hrabství Devon, Hyde Hall v hrabství Essex a Harlow Carr v Harrowgate v hrabství Severní Yorkshire.

První zahradu vlastnila společnost v letech 1818–1822 v Kensingtonu. V době od roku 1821 do roku 1903 pak vystřídala několik zahrad. V roce 1904 zakoupil sir Thomas Hanbury zahradu ve Wisley a daroval ji RHS. Tato zahrada je tedy nejstarší ze čtyř, jež společnost vlastní. Druhou byla zahrada v Rosemooru, kterou RHS darovala v roce 1988 lady Anne Berryová. Zahradu Hyde Hall společnost získala v roce 1993 a konečně roku 2001 Harlow Carr.

## Ocenění
Na květinových přehlídkách předává RHS vystavovatelům různá ocenění. Jedinci, o nichž je rada společnost přesvědčena, že zasluhují zvláštní ocenění, obdrží Čestnou medaili královny Viktorie (Victoria Medal of Honour). Veitchova pamětní medaile (Veitch Memorial Medal) nazvaná po britském zahradníkovi Jamesi Veitchovi je ocenění, jež dostávají lidé, kteří výrazně přispěli k rozvoji zahradnictví. Dalším oceněním je čestné členství. Zkrátka nepřijdou ani zahradní rostliny, které po řadě testů obdrží Cenu za vynikající zahradní vlastnosti (Award of Garden Merit).